# Tanala (dialect)
Tanala is een dialect van het Plateaumalagasi. Het wordt gesproken in de Afrikaanse eilandnatie Madagaskar.

## Dialectgebied
Het Tanala grenst in het noorden aan het Noordelijk Betsimisaraka-Malagasi, in het oosten aan drie dialecten van het Zuidelijke Betsimisaraka-Malagasi, te weten respectievelijk het Tambahoaka, het Antemoro en het Antefasy, in het zuidoosten aan het Tanosy-Malagasi, in het zuidwesten aan het Bara-Malagasi, en in het westen aan het Betsileo, een ander dialect van het Plateaumalagasi.